# Leichtathletik-Weltmeisterschaften 2015/Teilnehmer (Tschechien)
| Gelbes Symbol für Goldmedaillen mit stilisierten Olympischen Ringen | Graues Symbol für Silbermedaillen mit stilisierten Olympischen Ringen | Braundes Symbol für Bronzemedaillen mit stilisierten Olympischen Ringen |
| ------------------------------------------------------------------- | --------------------------------------------------------------------- | ----------------------------------------------------------------------- |
| 1                                                                   | —                                                                     | —                                                                       |

Der Leichtathletikverband Tschechiens nominierte 25 Athleten für die Leichtathletik-Weltmeisterschaften 2015 in der chinesischen Hauptstadt Peking.

## Medaillen
Mit einer gewonnenen Goldmedaille belegte das tschechische Team Rang 15 im Medaillenspiegel.

### Medaillengewinner

#### Gold
- Zuzana Hejnová: 400 m Hürden

## Ergebnisse

### Männer

#### Laufdisziplinen
| Athlet       | Disziplin    | Vorlauf     | Vorlauf | Halbfinale         | Halbfinale         | Finale             | Finale             |
| Athlet       | Disziplin    | Zeit        | Platz   | Zeit               | Platz              | Zeit               | Platz              |
| ------------ | ------------ | ----------- | ------- | ------------------ | ------------------ | ------------------ | ------------------ |
| Pavel Maslák | 400 m        | 45,16 s     | 22      | nicht qualifiziert | nicht qualifiziert | nicht qualifiziert | nicht qualifiziert |
| Jakub Holuša | 1500 m       | 3:43,66 min | 30      | nicht qualifiziert | nicht qualifiziert | nicht qualifiziert | nicht qualifiziert |
| Petr Svoboda | 110 m Hürden | DSQ         | DSQ     | nicht qualifiziert | nicht qualifiziert | nicht qualifiziert | nicht qualifiziert |
| Lukáš Gdula  | 50 km Gehen  |             |         |                    |                    | DSQ                | DSQ                |

#### Sprung/Wurf
| Athlet           | Disziplin      | Qualifikation | Qualifikation | Finale             | Finale             |
| Athlet           | Disziplin      | Weite/Höhe    | Platz         | Weite/Höhe         | Platz              |
| ---------------- | -------------- | ------------- | ------------- | ------------------ | ------------------ |
| Radek Juška      | Weitsprung     | 7,98 m        | 12            | 7,57 m             | 11                 |
| Jaroslav Bába    | Hochsprung     | 2,31 m        | 8             | 2,29 m             | 7                  |
| Michal Balner    | Stabhochsprung | 5,70 m        | 7             | 5,65 m             | 7                  |
| Jan Kudlička     | Stabhochsprung | 5,70 m        | 1             | 5,50 m             | 13                 |
| Jan Marcell      | Kugelstoßen    | 20,32 m       | 11            | 19,69 m            | 10                 |
| Tomáš Staněk     | Kugelstoßen    | 19,64 m       | 19            | nicht qualifiziert | nicht qualifiziert |
| Lukáš Melich     | Hammerwurf     | 72,12 m       | 20            | nicht qualifiziert | nicht qualifiziert |
| Petr Frydrych    | Speerwurf      | 74,24 m       | 30            | nicht qualifiziert | nicht qualifiziert |
| Jakub Vadlejch   | Speerwurf      | 78,95 m       | 20            | nicht qualifiziert | nicht qualifiziert |
| Vítězslav Veselý | Speerwurf      | 83,63 m       | 4             | 83,13 m            | 8                  |

#### Zehnkampf
| Athlet                  | Disziplin | 100 m   | Weitsprung | Kugelstoßen | Hochsprung | 400 m   | 110 m Hürden | Diskuswurf | Stabhochsprung | Speerwurf | 1500 m      | Punkte | Platz |
| ----------------------- | --------- | ------- | ---------- | ----------- | ---------- | ------- | ------------ | ---------- | -------------- | --------- | ----------- | ------ | ----- |
| Adam Sebastian Helcelet | Ergebnis  | 11,09 s | 7,29 m     | 15,30 m     | 2,04 m     | 49,66 s | 14,20 s      | 42,90 m    | 4,90 m         | 63,07 m   | 4:37,65 min | 8234   | 11    |
| Adam Sebastian Helcelet | Punkte    | 841     | 883        | 808         | 840        | 830     | 949          | 724        | 880            | 784       | 695         | 8234   | 11    |

### Frauen

#### Laufdisziplinen
| Athletin         | Disziplin        | Vorlauf     | Vorlauf | Halbfinale | Halbfinale | Finale             | Finale             |
| Athletin         | Disziplin        | Zeit        | Platz   | Zeit       | Platz      | Zeit               | Platz              |
| ---------------- | ---------------- | ----------- | ------- | ---------- | ---------- | ------------------ | ------------------ |
| Lucie Sekanová   | 3000 m Hindernis | 9:45,72 min | 27      |            |            | nicht qualifiziert | nicht qualifiziert |
| Zuzana Hejnová   | 400 m Hürden     | 54,55 s     | 4       | 54,24 s    | 1          | 53,50 s            | Gold               |
| Denisa Rosolová  | 400 m Hürden     | 55,33 s     | 9       | 55,73 s    | 11         | nicht qualifiziert | nicht qualifiziert |
| Anežka Drahotová | 20 km Gehen      |             |         |            |            | 1:30:32 h          | 8                  |
| Lucie Pelantová  | 20 km Gehen      |             |         |            |            | 1:38:34 h          | 36                 |

#### Sprung/Wurf
| Athletin          | Disziplin      | Qualifikation | Qualifikation | Finale             | Finale             |
| Athletin          | Disziplin      | Weite/Höhe    | Platz         | Weite/Höhe         | Platz              |
| ----------------- | -------------- | ------------- | ------------- | ------------------ | ------------------ |
| Oldřiška Marešová | Hochsprung     | 1,89 m        | 19            | nicht qualifiziert | nicht qualifiziert |
| Jiřina Ptáčníková | Stabhochsprung | kgV           | kgV           | nicht qualifiziert | nicht qualifiziert |
| Tereza Králová    | Hammerwurf     | 61,39 m       | 30            | nicht qualifiziert | nicht qualifiziert |
| Barbora Špotáková | Speerwurf      | 65,02 m       | 3             | 60,08 m            | 9                  |

#### Siebenkampf
| Athletin         | Disziplin | 100 m Hürden | Hochsprung | Kugelstoßen | 200 m   | Weitsprung | Speerwurf | 800 m       | Punkte | Platz |
| ---------------- | --------- | ------------ | ---------- | ----------- | ------- | ---------- | --------- | ----------- | ------ | ----- |
| Eliška Klučinová | Ergebnis  | 14,06 s      | 1,86 m     | 13,79 m     | 25,39 s | 6,10 m     | 51,09 m   | 2:19,48 min | 6247   | 13    |
| Eliška Klučinová | Punkte    | 970          | 1054       | 780         | 851     | 880        | 881       | 831         | 6247   | 13    |